# XXXTentacion
Jahseh Dwayne Ricardo Onfroy (Plantation, Florida, 23. siječnja 1998. – Deerfield Beach, Florida,  18. lipnja 2018.), umjetničkog imena XXXTentacion (ili stilizirano XXXTENTACION), bio je američki reper, pjevač, kantautor i tekstopisac.
Rođen i odrastao u Plantationu, na Floridi, Onfroy je proveo većinu svog djetinjstva u Lauderhillu. Počeo se baviti glazbom nakon što je izašao iz popravnog doma i nakon nekog vremena objavio je svoju prvu pjesmu na zvučnoj platformi SoundCloud 2014. godine. Popularna je ličnost SoundCloud rapa, trap scene koja posuđuje elemente lo-fi glazbe i jakih 808 bubnjeva.
Onfroy je objavio svoj prvi album, 17, 25. kolovoza 2017. godine. Njegov drugi album, ?, objavljen je 16. ožujka 2018. godine, a debitirao je na prvom mjestu ljestvice Billboard 200, sa singlovima "Sad!" i "Changes" koji su se popeli na 7. i 37. mjesto ljestvice Billboard Hot 100.

## Rani život
Jahseh Dwayne Onfroy rodio se 23. siječnja 1998. godine u Plantationu na Floridi. Njegovi roditelji su Jamajkanci, Dwayne Ricardo Onfroy i Cleopatra Freeman. Imao je troje braće i sestara, a zbog majčine financijske situacije većinom ga je odgajala baka. Podrijetlo vuče iz Sirije, Egipta, Indije, Njemačke, Jamajke i Italije. Kada je Onfroy imao šest godina, ubo je nožem čovjeka koji mu je želio napasti majku i nedugo nakon toga bio je prisiljen živjeti s bakom.
Onfroyevo zanimanje za glazbu prvotno je počelo kada ga je njegova ujna nagovorila da se uključi u školski zbor, a kasnije i crkveni zbor. Nedugo zatim je izbačen iz školskog zbora nakon što je napao drugog učenika. Nakon što je bio izbačen iz osnovne škole zbog serije fizičkih obračuna s kolegama, majka ga je poslala u vjersku zajednicu na šest mjeseci. Tijekom tog vremena, Onfroy je počeo slušati nu-metal, hard rock i rap, zbog čega je pokušao naučiti svirati klavir i gitaru. Odustao je od srednje škole nakon drugog razreda, a sebe iz tog vremena opisuje kao "nepodobnog".

## Karijera

### 2014. – 2016.: Počeci karijere i uspjeh pjesme "Look at Me"
Onfroyeva glazbena karijera počela je 2014. godine nakon što je izašao iz popravnog doma zbog posjedovanja vatrenog oružja. Ondje je upoznao Stokeleya Goulbournea, poznatijeg pod umjetničkim imenom Ski Mask the Slump God, s kojim je postao dobar prijatelj i počeo repati. Prisjećajući se vremena u popravnom domu, Onfroy je rekao kako je bio u dobrim odnosima s čuvarima i kako je branio ljude od problematičnih pojedinaca, uključujući i jednog homoseksualca kojega je kasnije zamalo ubio zato što je bio "sumnjiv".
Iste godine, Goulbourne i Onfroy su se sastali nadajući se kako će izvesti niz kućnih provala kako bi zaradili novac, no plan je završio tako da je Onfroy kupio mikrofon i počeo snimati glazbu, što je nagovorilo Goulbournea da učini isto. Nakon što je Onfroy smislio ime XXXTentacion, na SoundCloudu je objavio svoju prvu pjesmu naslovljenu Vice City. Razgovarajući o odluci da se počne baviti glazbom, Onfroy je izjavio kako je mislio da je glazba bolja platforma za izražavanje vlastitih osjećaja od kriminalnih radnji i kako mu je tadašnja djevojka pomogla u shvaćanju toga.
Onfroyev prvi EP, zvan The Fall, izašao je 21. studenog 2014. godine. Nakon toga, objavio je još dvije suradnje sa Ski Maskom the Slump Godom, Members Only Vol. 1 i Members Only Vol. 2. Godine 2016. objavio je još jedan EP naslovljen Willy Wonka Was a Child Murderer, koji je inspiraciju vukao iz heavy metal i indie glazbe. Iste je godine, zbog sve više rastuće glazbene karijere, Onfroy dao otkaz u call centru gdje je radio i uselio se u stan zajedno s kolegom reperom Denzelom Curryjem.
U srpnju 2016. godine, Onfroy je uhićen i optužen za pljačku i napad smrtonosnim oružjem. Nakon što je pušten iz zatvora za jamčevinu od 10 tisuća dolara, počeo je raditi na svom nezavisnom prvijencu Bad Vibes Forever, ali ga nije nikada objavio jer je u listopadu iste godine ponovno uhićen zbog optužbi za stavljanje osobe u zatvor, utjecaja na svjedoke i teškog tjelesnog nasilja nad trudnom žrtvom.

### 2017.: Izlazak iz zatvora,Revenge,17iAGhetto Christmas Carol
Godine 2017., Onfroy je ponovno objavio singl "Look at Me", koja je na ljestvici Billboard Hot 100 zauzela 34. mjesto. Pjesma je dobila na popularnosti zbog toga što je Onfroy optužio kanadskog repera Drakea za krađu ritma na pjesmi "KMT" koju je Drake izveo na koncertu u Amsterdamu zajedno s britanskim izvođačem Giggsom.
Njegova prva turneja počela je sredinom 2017. pod nazivom "The Revenge Tour" i obilježena je raznim kontroverzama, uključujući onu gdje je jedna osoba nokautirala Onfroya na pozornici, a jedan član publike je uboden nožem. 24. lipnja iste godine XXXTentacion je objavio kako prekida turneju zbog toga što mu je rođak bio upucan.
Onfroy se našao na popularnoj "Freshman Class" listi magazina XXL za 2017. godinu, a u freestyleu za navedeni magazin (koji se tradicionalno održava svake godine) navodno je uvrijedio repera J. Colea, iako je spomenuti izvođač kasnije pohvalio Onfroyevu glazbu, nazvavši ga "talentiranim".
Dana 16. svibnja 2017. godine Onfroy je izdao svoj prvi mixtape za veliku izdavačku kuću. Naslovljen je Revenge, a sastoji se od osam prethodno objavljenih pjesama. Members Only Vol. 3, kojega je napravio u suradnji s raznim kolegama, izašao je kasnije istog ljeta.
Dana 25. kolovoza 2017. godine XXXTentacion objavio je album prvijenac 17, koji je debitirao na drugom mjestu ljestvice Billboard 200. Projekt je primio pozitivne kritike zbog osobnih tema i Onfroyeve glazbene raznolikosti, iako su mnogi isticali dojam nedovršenosti same ploče. Sedam od osam pjesama s tog albuma ušle su na ljestvicu Billboard Hot 100, od kojih su najpoznatije "Jocelyn Flores" (dosegla 31. mjesto) i "Look at Me" (34. mjesto). Nakon toga, Onfroy je surađivao s reperom Kodak Blackom na singlu "Roll in Peace", koji je također našao svoje mjesto na ljestvici, popevši se do 31. mjesta.
Dana 12. rujna 2017. godine XXXTentacion objavio je i svoj prvi glazbeni video i to spojivši pjesme "Look at Me" i "Riot". Odmah nakon što je video postavljen izazvao je velike kontroverze zbog sadržaja koji je u njemu prikazan. Mediji su posebno isticali scenu gdje Onfroy vješa bijelog dječaka u prisustvu afroameričkog djeteta. Istog se mjeseca pojavio na singlu "Again" američke pjevačice Noah Cyrus.
U listopadu 2017. godine iznenada je objavio kako više neće stvarati glazbu, ali brzo se predomislio, prenoseći vijest fanovima kako sprema novi album naslova Bad Vibes Forever, koji bi trebao biti "miks žanrova koji je namijenjen najužoj jezgri fanova".11. prosinca 2017. objavio je EP naslova A Ghetto Christmas Carol, a nedugo zatim i kako za 2018. godinu, osim Bad Vibes Forever, sprema još dva albuma - Skins i ?.

### 2018.: YouTube kanal i?
Onfroy je svoj YouTube kanal "xxxtentacion" dugo rabio za objavljivanje glazbenih zapisa, ali 2018. godine je počeo objavljivati klipove u kojima igra video-igre kao i vlogove, uključujući i one gdje pomaže siromašnim ljudima u svojoj zajednici i daruje im potrepštine. Dana 2. veljače 2018. godine objavio svoj prvi singl u godini naslova "Shining Like a Northstar", a pojavio se i na pjesmi repera Ronny J-a zvanoj "Banded Up". Kasnije tog mjeseca izbacio je singl "Hope" posvećen žrtvama pucnjave u srednjoj školi Stoneman Douglas, a 2. ožujka objavio je prva dva singla s albuma ?. "Sad!" je debitirao na 17. mjestu Billboardove Hot 100 top-liste i trenutno je najuspješniji Onfroyev singl po tom pitanju, a "Changes" je ugostio repera PnB Rocka.
Sam album ? izašao je 16. ožujka 2018. godine, a sastoji se od 18 pjesama. Od gostovanja na albumu valja istaknuti njujorškog repera Joeyja Badassa, s kojime je Onfroy ranije surađivao na remixu pjesme "King's Dead". Album je debitirao na prvom mjestu Billboardove Top 200 ljestvice albuma i tako postao Onfroyev najuspješniji projekt dosad.

## Sukob sa Spaceghostpurrpom
Onfroy je bio u svađi s reperom SpaceGhostPurrpom zbog Tweetova koje je o njemu objavio na Twitteru. Zbog toga, Onfroy je odlučio objaviti diss track upućen prema njemu zvan "#IMSIPPINTEAINYOHOOD", a Spaceghostpurrp mu je uzvratio istom mjerom s pjesmom zvanom "Lul Ass Boy". Svađa između dvaju repera trajala je sve do 11. veljače 2017. godine, kada je Onfroy za vrijeme intervjua izjavio da su se pomirili.

## Smrt
XXXTentacion je bio orobljen i upucan pri izlazu iz trgovine motocikala u Deerfield Beachu u Floridi 18. lipnja 2018. godine. Osumnjičeni su pobjegli. Poslije oružanog napada bio je u kritičnom stanju i policijski ured Broward Countya kasnije je potvrdio njegovu smrt.

## Diskografija

#### Studijski albumi
- 17 (2017.)
- ? (2018.)
- Skins (2018.)
- Bad Vibes Forever (2019.)